# Liusheng (köpinghuvudort i Kina, Hubei Sheng, lat 32,15, long 112,96)
Liusheng (kinesiska: 刘升, 刘升镇) är en köpinghuvudort i Kina. Den ligger i provinsen Hubei, i den centrala delen av landet, omkring 210 kilometer nordväst om provinshuvudstaden Wuhan. Antalet invånare är 34 045. Befolkningen består av 16 584 kvinnor och 17 461 män. Barn under 15 år utgör 16,0 %, vuxna 15-64 år 74 %, och äldre över 65 år 9,0 %.
Runt Liusheng är det ganska tätbefolkat, med 239 invånare per kvadratkilometer. Närmaste större samhälle är Zaoyang, 19,5 km väster om Liusheng. Trakten runt Liusheng består till största delen av jordbruksmark.
Genomsnittlig årsnederbörd är 1 077 millimeter. Den regnigaste månaden är september, med i genomsnitt 182 mm nederbörd, och den torraste är december, med 14 mm nederbörd.